# サイキックフォース
『サイキックフォース』（Psychic Force）は、株式会社タイトーによって製作されたコンピュータ・ビデオゲームおよびその登録商標である。タイトーのコンシューマ事業撤退以降は親会社の株式会社スクウェア・エニックスが権利を引き継いでいる。

## 概要
1996年4月に業務用（=ゲームセンターなどのロケーション用）ビデオゲームとして稼動を開始した。その後はバージョンアップ版や家庭用ゲーム機への移植、続編タイトルの登場などのシリーズ展開も行われた。
キャラクターイラストは大貫健一が手がけた。
3D対戦型格闘ゲームとされているが、フィールドに奥行きが存在しないため2D対戦型格闘ゲーム、あるいは対戦アクションと解釈されることもある。
女性・アニメファン・家庭用ゲームユーザーなど「当時はあまりゲームセンターに行かない客層」からの評価を受け、OVAやCDドラマなどのマルチメディア展開も進められた一方で、「ゲームそれ自体にお金を使ってくれないファン層を多く抱えてしまう」こととなり、続編である『サイキックフォース2012』の稼動の際には「ロケテスト実施店舗が、インカムや客層を考慮した結果正式導入を見送った」事例も発生した。結局、プレイヤー人気の高さをインカムに反映できず、アーケードにおけるシリーズ展開は比較的早期に打ち切られることとなる。

## 基本ルール
「サイキッカー」と呼ばれるプレイヤーキャラクターの中から1人を選び、対戦相手のプレイヤーキャラクターを倒すことを目的とする1対1の対戦型アクションゲーム。対戦はサイドビューの立方体型の空間「結界」内で行われ、キャラクターの移動はジャンプに依らず浮遊して上下左右に「飛び回る」ことになる。
キャラクターの操作には8方向レバー1本とボタン3個を使用。8方向レバーで通常移動と各種コマンドの入力を、1個のガードボタンで防御関連の動作を、2個の攻撃ボタン（弱攻撃ボタン・強攻撃ボタン）で各種攻撃とダッシュでの移動を、それぞれ担う。
さまざまなアクションを駆使し、各ラウンドの制限時間内に対戦相手キャラクターのライフゲージ（=体力）をすべて奪えばラウンド勝者となり、規定のラウンド数を先取した側がその対戦の勝利者となる（=負けた側のプレイヤーはゲームオーバーとなる）。制限時間内に決着がつかなかった場合、対CPU戦ではライフゲージをより多く残している側がラウンド勝者となり、対人戦では各ラウンドごとに10秒間のサドンデス（＝延長戦）を戦う。

## 共通システム
サイコゲージ
画面左右端には縦に長い2本のゲージが表示されている（左端がプレイヤー1側、右端がプレイヤー2側）が、このうち下のゲージを「サイコゲージ」という。
サイコゲージは、一般的な対戦格闘ゲームの必殺技に相当する超能力技や、強力な防御システムであるバリアガードを使用すると規定値ぶん消費され、3ボタンを同時に押し続けるサイコチャージという操作によって回復できる（何もしなくても回復するが、そのスピードはサイコチャージより遥かに遅い）。消耗しすぎると行動の自由を大きく制限されてしまうので、このゲージの「消費」と「回復」のバランスを適切に管理することは、対戦における重要な課題となる。
通常ダッシュ
強攻撃と弱攻撃のボタンを押しながら、レバーを入れた方向にダッシュする。移動距離は短い。超能力技を先行入力することができるので、終了と同時にキャンセル攻撃が可能。
クイックダッシュ
通常の加速移動である「レバー+両攻撃ボタン」の8方向ダッシュに他に、「レバーを入力せずに両攻撃ボタンを同時に押す」という操作により、相手のいる角度へ直線的にダッシュするクイックダッシュができる。移動に関するアクションの中で移動スピードが最も速く、相手の弱ショット攻撃を弾くことが可能。またクイックダッシュ中、即座に弱攻撃（からの連続技）、強攻撃、つかみ技（ガード+弱攻撃）を出すことができる。
あらかじめクイックダッシュの射程内に相手をとらえていれば、相手キャラクターのわずかな隙を突いて接近戦に持ち込むことが可能。連続技のダメージが高い本作においては重要な攻撃手段となる。
超能力技
一般的な対戦ゲームの必殺技に相当する強力な技。規定量のサイコゲージが残っている状態で、超能力技ごとに固有のコマンドを入力して発動する。相手を直接攻撃するショット攻撃が大半を占めるが、中には自身の能力を一時的に強化するものや、相手の行動の自由を制限するもの、不利な状況から即座に脱出するものなど補助的な技もあり、そのバリエーションは幅広い。さらに一部の超能力技は、特定のタイミングで追加コマンドを入力することにより、技の性質に変化をつけることもできる。
なお、本作ではコマンド入力の始点が8方向に対応している。例えば、コマンド表に「←→→+強ボタン」と表記されているコマンドは「→←←+強ボタン」や「↑↓↓+強ボタン」と入力しても出すことが可能。レバーを回転するタイプのコマンド技は、右回り・左回りのどちら方向へ回してもよい。
バリアガード
本作を象徴する強力な防御システムのひとつ。「ガードボタンを押しながらレバー1回転」というコマンド入力により、全方向からの攻撃を完全に防御するバリアを展開する。コマンド完成と同時に発動するためスキが無く、また展開中のキャラクターは半無敵状態となるが、この状態を維持するには前述のサイコゲージが必要で、展開中は徐々にサイコゲージが減少する。
相手の攻撃を防御する使い方だけでなく、相手キャラクター本体にバリアを直接ぶつけて弾く攻撃的な使い方も有効。弾かれた相手は一瞬だけ操作不能となり（ダメージはゼロ）、そのぶん弾いた側は有利な状況に立てる。特に、初代『サイキックフォース』ではバリアで弾いた敵にクイックダッシュ弱攻撃で追撃できる現象が発見され、この現象を利用した強力な戦術の登場によって、対戦における定石は大きく覆されることとなった。
結界
キャラクターの動き回るフィールドは「結界」と呼ばれる立方体の空間で、対戦中のキャラクターは原則として、結界の壁を越えて移動することができない。この壁に直接触れてもダメージは無いが、相手の攻撃で吹き飛ばされたり、バリアで弾かれるなどして「ぶつけられた」場合は接触ダメージを受けて硬直してしまう。逆にぶつけた側にとっては、硬直中の相手キャラクターに追撃を決めるチャンスとなる。
なお、結界の壁は基本的に破壊不能だが、続編である『サイキックフォース2012』以降の作品においては、特定の条件で相手を倒した時に「倒されたキャラクターが結界の壁を突き破って吹き飛ぶ」演出が追加された。
コンボ（連続攻撃）と「連続技」に関するルール
近距離での弱攻撃を出した後、特定のコンボルートにしたがって順序良く攻撃ボタンを追加入力すると、コンボと呼ばれる連続攻撃を繰り出すことが可能。コンボのルートには複数のバリエーション（初代では4種類、その後『サイキックフォース2012』で6種類に増加）が存在し、さらに特定の攻撃からは、超能力技コマンドを先行入力することにより硬直時間をキャンセルして超能力技を出すことができる（コンボスペシャル）。
この仕様を利用し、相手キャラクターを壁際に追い込んでから「弱強→キャンセル超能力技」などで攻撃すれば、コンボで壁にぶつけた相手キャラクターを超能力技で追撃する形になり、確実に大ダメージを与えることができる。ただし、壁による硬直は連続技1セット中に1回までしか組み込むことができず、2回目の壁による硬直が発生すると相手キャラクターはやられ判定が消え、強制的に落下していくダウン状態となる。
サドンデス
対人戦でのみ発生する延長戦。各ラウンドの制限時間内に勝負がつかなかった場合、両者ともにライフゲージとサイコゲージがゼロにリセットされ（『サイキックフォース2012』ではライフゼロ、サイコゲージ200%になる）、通常よりもはるかに狭い結界で10秒間の延長ラウンドが開始される。
なお、サドンデスでも時間切れになった場合、あるいは相打ちになった場合は「両者ともに1ラウンド取得」と扱われる。このため、先に1ラウンド取った側が絶対有利となっている。
さらに、一度でもサドンデスを経験すると、以後通常ラウンドのフィールドも狭くなる（0.8倍の広さになる）。
また、対人戦において両者が同時に規定数のラウンドを取得した場合は、両者ともゲームオーバーとなる。

## 続編における追加システム
続編タイトルでは以下のゲームシステムが追加された。
回避バリア
『EX』以降では、相手に吹き飛ばされている最中に「レバー左右要素+ガードボタン」のコマンドを入力するとサイコゲージを消費しつつ（『EX』では40%、『2012』では50%）瞬時にバリアを張り、追撃を防げるようになっている。
サイコゲージ
超能力技（必殺技）を出すために必要になる。このゲージは技を出すたびに一定量減少するが、「サイコチャージ」を使えば回復することが可能。
ハイパーチャージ
『2012』および『2』以降では、「サイコチャージ（ボタン全押しっぱなし）中にレバー一回転」コマンドを入力すると、体力最大値と引き替えにサイコゲージ最大値と攻撃力を最大200%までアップさせることができる。より多くの超能力技を駆使したい時や早期決着を望みたい時に有用。
バリアブレイク
『2012』および『2』以降では、「レバー相手方向+強攻撃」ボタンにより、相手のバリアを破壊する格闘攻撃ができるようになった。キャラクターにより差異はあるが概して発生が速く、大きく前進しながら攻撃するが、隙は大きい。また、サイコゲージを50%消費する。
スライドダッシュ
『2012』および『2』以降では、「レバー左右要素+両攻撃ボタン」で相手の側面に回り込むようなダッシュを行える。通常のダッシュよりも移動速度が速い。また、僅かながら完全無敵になる時間が存在する。
『2012』ではこの技を特定方法で入力することにより通常止まれない位置で隙無くダッシュを止めることができる、「SODEダッシュ」と呼ばれるテクニックがあり、上級者同士の対戦では必須技となっている。
PSYインパルス
『2012』および『2』以降では、「ダウン中に強または弱攻撃ボタン連打」をすることで、サイコゲージ25%を消費しつつ、起き上がりの際に衝撃波を発生させて相手を吹き飛ばすことができるようになっている。弱版と強版では性能が違い、弱は発生が早く、強は効果範囲が広くなっている。

## シリーズ展開
サイキックフォースEX（業務用ビデオゲーム）
1996年7月より全国のゲームセンターにて稼動開始。
初代『サイキックフォース』を再調整したバージョンアップ作品で、初代では隠しキャラクターだった「キース」が条件なしで使用可能になった。それに伴い、基本システムからキャラクター全員の性能に至るまで、ゲームバランス向上のための大がかりな調整が実行されている。
特筆すべきはバリアガードに関する調整で、展開中のサイコゲージ消費量が秒間60%（初代の2倍）になり、バリアで防いだ瞬間にもサイコゲージが追加で減少するようになるなど性能低下が著しい。しかし、やられ中にコマンドを入力しゲージを消費することにより、通常技キャンセル超能力技による追い討ちを回避することができる「回避バリア」が追加されている。半面、攻撃に関するシステムは大幅に強化（単発の近接強攻撃をノーマルガードさせると、相手を吹き飛ばすことができるなど）されたため、結果的に「より相手を攻め崩しやすい」「超能力ゲージの管理・使用方法に戦略が必要な」ゲーム性となっている。
サイキックフォース（PlayStation用ソフト）
1996年10月4日発売。
タイトルは第1作と同じだが、ゲームの基本仕様は『サイキックフォースEX』をベースにしつつ、家庭用オリジナルとなる「ストーリーモード」を加えた移植版。ストーリーモードは1人プレイ専用で、キャラクター同士の会話シーンやキャラクター個別のエンディングデモが追加されている。
スタジオ・ライブが制作し、影山ヒロノブが主題歌を歌うオープニングアニメーションや、アレンジBGMの追加もされた。
サイキックフォース パズル大戦（PlayStation用ソフト）
1997年10月2日発売。
タイトーの看板タイトル『パズルボブル』シリーズとのコラボレーション作品。登場キャラクターが『サイキックフォース』のものに置き換わっており、システムは『パズルボブル2』のものをベースにしている。第1作の9体に加え、本作のみの隠しキャラクターが1体登場する。
1人用のパズルモードではラウンドを1つクリアする度にアルバムモードで閲覧できるボーナスイラストが1枚ずつアンロックされていく。キャラクター別に9問ずつのパズルが用意されており、それを全て解くと10枚目のイラストがアンロックされる。デフォルトの9体に用意された全81問をクリアすると、本編の没キャラクター案を復活させた隠しキャラクター「鈴木正人（仮）」のラウンドが選択できるようになり、鈴木に用意されたパズル全9問をクリアすると鈴木を含む没キャラクター3体のボーナスイラストがアンロックされる。
ストーリーモードは使用キャラクター別に会話デモが用意されているが、世界観は本編と対照的にコミカルなギャグ調になり、明るい内容にパロディされている。なお、隠しキャラクターの鈴木はストーリーモードに登場せず使用不可だが、2人対戦では使用可能。
DISC2の「プレミアムCD-ROM」には、タイトーのゲーム作品のPVや、当時発売前の次回作『サイキックフォース2（仮）』の特典ムービーを閲覧できる「ムービースペシャル」、タイトーの音楽CDからセレクトしたBGMを聴ける「サウンドギャラリー」、留守電用・目覚まし用・パソコン用のキャラクターボイスが収録された「ボイスライブラリー」が収録されている。
サイキックフォース2012（業務用ビデオゲーム）
1998年6月より全国のゲームセンターにて稼動開始。
正統なシリーズ続編。当初は1997年度内に完成予定だったが、半年ほど遅れての稼動開始となった。
IBM-PCベースの新システム基板「WOLFシステム」を使用。前作の反省点を踏まえた調整や新規システムの追加がされ、ゲームルールは複雑になったものの、対戦ツールとしてのゲームバランスは向上している。
しかしながら、プロモーション戦略の失敗から、作品ファン層とゲームセンターの客層の不一致が起こり、シリーズの業務用作品としては本作が最後となった。
また、「WOLFシステム」が故障しやすい基板であったために、経年によって稼働状況は劣悪なものとなった。
本作の時代設定と同じ年に当たる2012年12月20日より「NESiCA×Live」移植版が稼動開始。業務用オリジナル版からの純粋な移植のため、後の家庭用に見られるキャラクターの追加やグラフィックの向上などは行われていない。4:3の画面比率のために空いた両端に使用キャラクターのコマンド表が表示される。また、タイトル画面で表示される著作権表示の年数が「1995, 1997」から「1995, 2012」に変更されている。
第12回ゲーメスト大賞1位受賞作品。キャラクターイラストは逢坂浩司による。
サイキックフォース2012（ドリームキャスト用ソフト）
1999年3月4日発売。
業務用の完全移植に加え、ストーリーモードなど家庭用オリジナル要素を追加した移植版。業務用でできた一部のバグ技は再現不可。
サイキックフォース2012（Windows用ソフト）
1999年、アンバランスより発売。
ドリームキャスト版の後に発売されたが、前述のドリームキャスト版での追加要素は搭載されず（実質業務用のベタ移植）、コンフィグも別プログラムな上に貧弱（ゲーム設定・ジョイパッドのキー設定は可能だが、グラフィックス関係の設定は皆無）であり、当時としては厳しい動作スペックを要求したものの好評を博した。Glide対応版（国内PCゲームでは実質唯一の採用例でもある）とDirectX対応版のプログラムが同梱されていて、環境に合わせていずれかをインストールする方式となる。
2001年にはXP以降（Vista/7 32ビット版でも動作）のOSに対応し価格を下げた「復刻版」が発売される（前述の初期版は9x系OSでのみ動作）。初期版では搭載されなかったグラフィックス関係の設定をできるようになったがGlide非対応となった（それ以外は初期版に準ずる）。設定資料集も同梱されている。
サイキックフォース2（PlayStation用ソフト）
1999年10月7日発売。
『サイキックフォース2012』をベースに、PlayStation版オリジナルの要素を加えてリメイクされた作品。ストーリーモードやオープニングアニメなど、従来の移植版にあった要素も収録されているほか、新要素として別のキャラクターの超能力技を覚えて使用できる「PSY-EXPAND（サイ・エキスパンド）モード」が追加。また『サイキックフォース2012』で登場しなかった3キャラクター（ソニア、ブラド、玄真）が復活した（復活3名のストーリーモードは無い）。
2008年9月10日に、PLAYSTATION Storeでゲームアーカイブス版の配信が開始された。レイティングはCERO：B（12才以上対象）。
サイキックフォース COMPLETE（PlayStation 2用ソフト）
2005年12月29日発売。レイティングはCERO：A（全年齢対象）。
『サイキックフォース』、『2012』の移植版と『2012』にソニア、ブラド、玄真の3人が登場する『サイキックフォース2012EX』の3タイトルを収録。ウォン、エミリオ、ウェンディーのフィギュアが付いた限定版（どれか1体のみと3体セットの計4バージョン）も発売された。しかし、『サイキックフォース』のコンボスペシャルが全キャラクターで使用不可になっている、両タイトル共に処理落ちが見られるなど、移植度・再現度に難がある。
関連作品
類似ゲームとして本作のシステムを一部流用した以下の作品が存在する。
テレビアニメーションX 運命の選択（PlayStation用ソフト）
2002年8月、バンダイより発売（開発元はタイトー）
CLAMP原作のアニメ『X』の世界観をベースにした対戦ゲーム。基本的な仕様は『サイキックフォース2』を踏襲しているが、ハイパーチャージや手動でのサイコチャージが削除されたり、特定の技をL/Rボタンに登録してワンボタンで発動できるなど、細部においてはかなりの変更が見られる。
ゲームをプレイすることでポイントが溜まり、そのポイントを消費して各種ギャラリーや隠し要素をアンロックできる。
ローゼンメイデン ゲベートガルテン（PlayStation 2用ソフト）
2007年3月、タイトーより発売。
アニメ『ローゼンメイデン』のゲーム化第2弾。シナリオの合間に挿入される戦闘シーンにおいて、登場人物同士の空中戦が『サイキックフォース』と同じ視点の対戦アクションゲームになっている。

### CDアルバム
発売日順。
- サイキックフォース -アーケード・サウンドトラックス-（1996年10月11日発売）
- サイキックフォース オリジナルサウンドトラック（1996年11月29日発売）
- サイキックフォース ドラマCD（1997年1月8日発売）
- サイキックフォース -EXTRA SONG TRACKS-（1997年2月28日発売）
- サイキックフォース パズル大戦 オリジナル・サウンドトラック（1997年9月25日発売）
- サイキックフォース オリジナルドラマCD 〜WISH YOU WERE HERE（1997年10月発売）
- OVAサイキックフォース ミニアルバムCD 1998年2月25日発売））
- サイキックフォース ラジオドラマCD Vol.1（1998年4月11日発売）
- サイキックフォース ラジオドラマCD VOL.2（1998年4月25日発売）
- サイキックフォース ラジオドラマCD VOL.3（1998年5月30日発売）
- OVAサイキックフォース オリジナル サウンド・トラック・アルバム（1998年6月24日発売）
- サイキックフォース2012 アーケードサントラ（1998年8月21日発売）
- サイキックフォース2012 オーディオドラマ VOL.1（1998年8月21日発売）
- サイキックフォース2012 オーディオドラマ VOL.2（1998年9月21日発売）
- サイキックフォース2012 アレンジサウンドトラックス/Dr.HAGGY（1999年3月10日発売）

なお、PS版『サイキックフォース』オープニング『ON THE VERGE OF REVIVAL』の歌詞がそのまま収録されているアルバムは存在せず、同曲では歌詞が変更された楽曲のみとなっている。

### 小説
- 高城響『サイキックフォース』、アスキー、1997年、ISBN 978-4893666550

## 世界設定と登場キャラクター
舞台設定は「社会から阻害される異端者」の類型であり、常人にはなしえない奇跡を起こす超能力を持つが故に、社会的な迫害（人体実験などを含む）を受け、孤立してゆく物語が描かれる。

### 『サイキックフォース』のストーリーと登場キャラクター
21世紀、サイキッカー（＝超能力者）の力を恐れた人類社会は、彼らを一方的に管理しようとしていた。しかし、サイキッカーは自分たちの自由と安全を勝ち取るべく超能力集団「ノア」を組織する。だが、自分たちを「人類より優れている」と信じて疑わないサイキッカーの自負心は組織を徐々に自己変質させていき、西暦2010年、ついに「ノア」はサイキッカーによる理想郷を創るべく暴走を始めてしまう。
バーン・グリフィス（Burn Griffith）
声：真殿光昭（ドラマCD版：子安武人、OVA版：関智一）
炎を操るサイキッカーで、本作のストーリーの中核となる人物。アメリカ合衆国出身の高校生。18歳。世界を恐怖させている超能力集団「ノア」の総帥が、3年前に行方不明となった親友キースであることを知る。しかし再会した親友は昔の親友ではなかった。ウェンディーとエミリオを連れて一度はノアを脱出したが、友の暴走を止めるべく戦いを挑む。ノアの理想に隠された真意を気付いた彼は、もう一度単身ノアに向かう。絵に描いたような熱血漢で、鳥のとさかを思わせる前髪がトレードマーク。
ウェンディー・ライアン（Wendy Ryan）
声：白石文子
風を操るサイキッカー。オーストラリア出身の高校生。15歳。超能力を研究している姉クリスがいるが、音信が途絶えることになる。そんな時、彼女のもとにキースからのテレパシーが届く。「姉もこれを聞いたかもしれない」と考え、テレパシーの発信場所へ向かう。クリスを探すうちに、クリスの所属する研究所が「ノア」内部にあることを突き止める。バーンと出会ったのちは「ノア」と敵対する側に立つ。思い込みが激しく行動第一主義の側面あり。
エミリオ・ミハイロフ（Emilio Michaelov）
声：高山みなみ
光を操るサイキッカー。ロシア出身の中性的な風貌の少年。14歳。信じていた両親が、彼の持つサイキックゆえに、彼に刃物を突きつけてきた瞬間、彼は信じられるものをなくした。その際「身を守るために無意識に使った」超能力により街を壊滅させてしまう。意識を取り戻した時、その場には草木一本残っていなかった。その後は放浪の身となり「ノア」からも接触を受けるが、最終的にはバーンとともに「ノア」と敵対する側に立つ。その背中には鮮やかな光の羽根が輝いている。
ソニア（Sonia）
声：白石文子
電撃を操るサイキッカー。推定年齢17歳。ウォンの研究所で作成された人工生命体でサイキックパワー増幅装置を内蔵している。研究者だったウェンディーの姉・クリスの精神がソニアの精神ユニットと同化してしまったことがウォンの口から述べられているが、研究中に起きた事故の詳細は明らかになっていない。超能力集団「ノア」への忠誠心を刷り込まれているが、その忠誠心は徐々に「ノア」総帥・キースへの愛に変わってゆく。
ブラド・キルステン（Brad Kirsten）
声：中尾隆聖
重力を操るサイキッカー。24歳。温厚な性格と極めて残忍な性格を併せ持つ多重人格者のドイツ人。超能力集団「ノア」に参加した折、総帥・キースによって殺人衝動を抑えるテレパシー療法を施されるが、戦闘と破壊が日常化していく中で、その衝動は自身でも、またキースのテレパシーによっても抑えることができなくなってゆく。
六道玄真（Genma Rikudou）
声：秋元羊介
「影高野」と呼ばれる宗派に属する退魔師で、密教由来の呪術を駆使する。53歳。ある日、前々から感じていた魔の影が動き出したのを察知する。彼の術は本来は魔物（および魔物にとりつかれた人物）に向けておこなわれるものだが、サイキッカーの存在を魔物に並ぶ脅威とみなした影高野の指示により、玄真たち退魔師は「人の世のために」サイキッカーを攻撃する。
ゲイツ・オルトマン（Gates Oltman）
声：津久井教生
アメリカ軍所有の対サイキッカー用サイボーグ第1号。37歳。彼の属するアメリカ軍でもノアの存在に気づいていた。軍の司令部はノアが後々に大きな脅威となることを恐れ、対サイキッカー部隊を設立する。ゲイツ・オルトマンとは身体を提供した男性の名前で、妻子をサイキッカーに殺された復讐のため、自ら志願して改造を受けた。人間の脳は生き残っているが、ボディはほぼすべてメカに換装されている。最優先命令「サイキッカーの消去」にもとづいてサイキッカーを攻撃する。
リチャード・ウォン（Richard Wong）
声：真殿光昭
時間を操るサイキッカー。34歳。香港の貿易会社の前社長の私生児で、幼い頃から一族に虐げられてきた。しかし彼は持ち前の明晰な頭脳と超能力を駆使し、ついには一族をことごとく蹴落として会社を乗っ取るまでに至る。しかし彼の歪んだ欲望は満たされなかった。その強大な経済力と社会への影響力を生かし、超能力集団「ノア」を利用して世界の覇権を奪い取ることを画策する。
キース・エヴァンス（Keith Evans）
声：津久井教生
氷を操るサイキッカー。イギリス出身の青年。バーンの親友であったが、ある日突然に姿を消す。世界中で迫害される超能力者たちの惨状に心を痛め、テレパシー通信を使って超能力者を集め、超能力集団"ノア"を結成して理想郷を作りだそうとする。超能力を研究するためのサンプルとして人体実験を強要されていたが、他のサンプルたちと協力して反乱を起こし、ただ一人だけ生き残って脱出を果たした。その後の逃亡・潜伏中にリチャード・ウォンと接触。彼の協力のもと、超能力集団「ノア」総帥としてサイキッカーたちを統率する。

### 『サイキックフォース2012』のストーリーと登場キャラクター
第一次超能力戦争から2年後の西暦2012年、サイキッカーたちは二大勢力を形成し、凄まじい戦いを繰り広げていた。一つは前大戦で崩壊した「ノア」が再びキースによって組織された「新生ノア」。もう一つは「ノア」を裏で利用していたウォンが率いる「軍サイキッカー部隊」。この二大勢力の戦いは再びサイキッカーたちを戦いへと導いていく。
マイト（Might）
声：緑川光
雷を操るサイキッカー。軽量級。過去の記憶が一切なく、他のサイキッカーを狩る使命感だけが残っている。そのためどの組織にも所属せず、無差別にサイキッカーを狩る毎日を送っていたが、パティと出会ってからはその気持ちに変化が表れていく。
パトリシア・マイヤース（Patricia Myers）
声：くまいもとこ
愛称「パティ」。音を操るサイキッカー。軽量級。母を捜す旅の途中でマイトに襲われるが、彼女の歌声が彼の心を開かせた。それ以来、マイトとは互いに惹かれあっていくが、彼と彼女の間にはある秘密が隠されていた。
ウェンディー・ライアン（Wendy Ryan）
声：氷上恭子
風を操るサイキッカー。軽量級。行方不明となった姉クリスとバーンを探すため、そしてエミリオが軍の手先になった理由を知るために戦う。
灌頂玄信（Genshin Kanjou）
声：糸博
前作登場した玄真の兄弟子で、玄真同様呪術を駆使する。軽量級。「影高野」の総本山を襲い仲間を皆殺しにしたサイキッカーに復讐し、彼らにさらわれた神妃である栞（しおり）様を助けだすために旅に出る。
カルロ・ベルフロンド（Carlo Belfrond）
声：中村大樹
水を操るサイキッカー。中量級。前大戦後もキースの思想を信じ続けており、彼を探し出して「新生ノア」を立ち上げる。キースへの想いは狂信的とも言えるほど大きなものである。「新生ノア」の指揮はほとんど彼が執っており、軍兵器の修復なども請け負っている。
レジーナ・ベルフロンド（Regina Belfrond）
声：福島おりね
火を操るサイキッカー。中量級。カルロの妹で「新生ノア」に所属している。兄であるカルロに兄弟以上の感情を抱いており、彼のこととなると見境いがなくなってしまう。
ゲイツ・オルトマン（Gates Oltman）
声：津久井教生
「新生ノア」の命令で戦うサイボーグ。重量級。前大戦の途中で機能を停止した後、カルロによって修復される。「α（アルファ）」という新たな名を付けられた彼は記憶を消され、妻と娘を殺したサイキッカーのために戦うことになってしまう。
刹那（Setsuna）
声：酒井哲也
闇を操るサイキッカー。中量級。「軍サイキッカー部隊」に所属する、ウォンによって創られた人工サイキッカー完全体第一号。プライドが高い自信家だが、人工サイキッカーゆえの劣等感も強い。自分を小馬鹿にしているガデスには、同じ軍に所属していながら殺意すら抱いている。
ガデス（Gudeath）
声：大友龍三郎
重力を操るサイキッカー。重量級。元は「新生ノア」の一員だったが、「軍サイキッカー部隊」に寝返った傭兵サイキッカー。ウォンの野望にもキースの思想にも興味はなく、己のためだけに戦う狡猾で非情な男。
エミリオ・ミハイロフ（Emilio Michaelov）
声：高山みなみ
光を操るサイキッカー。軽量級。前大戦後ウォンに拾われ「軍サイキッカー部隊」に所属している。前作と違い、ウォンによる洗脳の影響で冷酷にして残忍な性格へと変貌しているが非常に不安定な精神状態であり、ウェンディーとの再会で自我を激しく揺さぶられる。ゲームではカラーリングを変えることで異なる性格のキャラクターとして操作が可能になっており、それぞれ専用の音声が用意されている。
リチャード・ウォン（Richard Wong）
声：真殿光昭
時間を操るサイキッカー。中量級。前大戦でバーンとキースの一騎討ちの途中、「ノア」の基地を爆破しキースを亡き者にしようとしたが失敗。その後は敵対してきた「軍サイキッカー部隊」に身を寄せて、現在では指揮官の立場に立っている。前作同様に数々の策略を巡らせており、多くのキャラクターのストーリーに絡んでいる。
キース・エヴァンス（Keith Evans）
声：津久井教生
氷を操るサイキッカー。中量級。前大戦ではサイキッカーの理想郷を創ろうとし、それを阻止しようとしたバーンと一騎討ちをするが、戦いの途中で「ノア」の基地爆破が起こってしまう。間一髪でバーンによって助けられるが、その後キースは思想への情熱や気力を失い「ノア」総帥の座も離れてしまう。しかし、ガデスの裏切りにより窮地に陥った「ノア」の生き残りを救おうと考えるカルロにより、「新生ノア」の総帥の座に再び舞い戻ることになる。
バーン・グリフィス（Burn Griffith）
声：真殿光昭
炎を操るサイキッカー。中量級。前大戦ではキースの野望を阻止するべく彼と一騎討ちをするが、戦いの途中で「ノア」の基地爆破が起こってしまう。倒壊する基地からキースは助けだせたが、バーン自身は力尽きてしまう。その後キースによって体は冷凍保存され、2年後ついに親友との決着をつけるべく目を覚ます。

## OVA
1998年はVHS発売。全2巻。

### 声の出演
- キース・エヴァンス、ゲイツ・オルトマン：津久井教生
- バーン・グリフィス：関智一
- リチャード・ウォン：真殿光昭
- エミリオ・ミハイロフ：高山みなみ
- ソニア（クリス・ライアン）：白石文子
- ウェンディー・ライアン：氷上恭子
- 六道玄真：秋元羊介
- ブラド・キルステン：中尾隆聖
- バーンの父：宇垣秀成
- バーンの母：松岡洋子
- バーテン：永野広一
- 研究員：坂口候一
- 少年：加藤優子

### スタッフ
- プロデューサー - 藤井雅俊、真目太郎、浅利義美
- アシスタントプロデューサー - 矢田浩之、塚本浩司、田邉里英
- 脚本 - 高山克彦（川崎ヒロユキ脚本研究所）、大貫健一
- 総監督・キャラクターデザイン - 大貫健一
- 監督 - 山内富夫
- 絵コンテ - 大貫健一、山内富夫
- 作画監督 - 荒木英樹
- 美術設定 - 菅原清二
- 美術監督 - 脇威志
- 色彩設定 - 戸部弥生
- 撮影監督 - 安津畑隆
- 原画 - 安田好孝、福田紀之、嘉村弘之、鷲田敏弥、柴田淳、金一培、小田多恵子、内田孝、西尾あき子、加野晃、朴暎斉、金秦亨、西村智、黒柳賢治、金明燮、佐々木文雄、木村光雄
- 動画チェック - 宮田知子、白川宏
- 動画 - 黄恵敬、李種善、張永環、宋賢珠、李銀珠、金基憲
- 作画協力 - 星山企画
- 仕上げ - 金光美、金明子、宋宵子、李丙愛、甲充淑、劉珠玲
- 仕上げ検査 - 金成姫、北川太郎（1巻）・平出涼子（2巻）
- 特殊効果 - 斉藤𠀋史
- 仕上げ協力 - 星山企画、武遊
- 背景 - 中村恵理、下村省一、青井孝（1巻）・森川祐美、小浜美代子、黒田淳一、安田ゆかり、阿野聡、加藤靖忠（2巻）
- 美術協力 - 森川裕美、菱沼由典、スタジオグリーン
- 撮影 - アズハタプロダクション（月岡敦夫、笹野進一、西川晃子、高橋一純）
- 編集 - 瀬山武司
- 編集助手 - 水田経子、内田恵
- タイトル - マキ・プロ
- 現像 - 東京現像所
- 制作進行 - 深澤史朗
- 制作デスク - 張田輝廣
- 制作プロデューサー - 新股義浩
- 音響監督 - 中野徹
- 音楽エグゼクティブプロデューサー - E.H.Guy
- 音楽プロデューサー - Harold Payne & Rick Cowling Jr.
- 音楽プロダクトマネージャー - 西尾尚美
- 効果 - 糸川幸良
- 調整 - 矢野さとし
- 音響制作担当 - 野口貴由
- 音響制作 - HALF H・P STUDIO
- キャスティング協力 - 81プロデュース
- 録音スタジオ - セントラル録音
- エグゼクティブプロデューサー - 木谷高明
- 制作 - グローバル エンタテインメント テクノロジーシステムズ（GETS）
- アニメーション制作 - トライアングルスタッフ
- 制作協力 - タイトー、GENCO
- 企画・製作 - ブロッコリー